# Adrian Mutu
Adrian Mutu (Călineşti, 8 gennaio 1979) è un allenatore di calcio, dirigente sportivo ed ex calciatore rumeno, di ruolo attaccante.
Quattro volte vincitore del premio come calciatore rumeno dell'anno, è considerato uno dei più forti calciatori rumeni di tutti i tempi. Con 103 reti è inoltre il calciatore rumeno con più gol in Serie A. Detiene il record insieme a Gheorghe Hagi di reti con la nazionale rumena, con 35 reti realizzate.

## Biografia
Laureato in giurisprudenza all'Università di Bucarest ed anche in scienze dello sport, Mutu ha avuto tre compagne e quattro figli. 
Dal 2001 al 2003 è stato sposato con l'attrice rumena Alexandra Dinu, da cui ha avuto un figlio, Mario (2002). 
Nel 2005 sposa Consuelo Matos Gómez, ex modella dominicana, figlia dell'ambasciatore dominicano presso la Santa Sede, da cui ha due figlie, Adriana (2006) e Maya Vega (2008). I due si separano nel 2013, per poi ufficializzare il divorzio nel 2015, a seguito del quale, lo stesso anno, Mutu inizia una relazione con la modella ed ex miss Romania Sandra Bachici. Il 14 aprile 2017 nasce il primo figlio della coppia, Tiago Adrian Mutu. Il 15 ottobre seguente i due si sposano a Bucarest; tra gli invitati anche l'ex compagno di squadra Sébastien Frey.

## Caratteristiche tecniche
Attaccante rapido e creativo, nella zona offensiva poteva giocare sia come seconda punta che come ala che come trequartista. Dotato di buona tecnica, era un valido tiratore di calci di punizione e di calci di rigore, che era solito eseguire con il gesto del cucchiaio. Ha avuto però un rendimento poco costante, causato da vari problemi dentro e fuori dal campo, che ne hanno limitato in parte la carriera.

## Carriera

### Club

#### Gli esordi
Cresciuto calcisticamente nell'Argeș Pitești, il suo debutto in campionato avvenne il 15 marzo 1997. Nelle successive due stagioni segna 11 gol in 41 partite e sforna molti assist. Nel 1998 venne acquistato dalla Dinamo Bucarest, in cui giocò 33 partite segnando 22 gol vincendo, a 18 anni, la Coppa e il campionato rumeno (ottenute dopo il trasferimento di Mutu).

#### Inter e Verona
Nel gennaio 2000 arrivò in Italia, tesserato dall'Inter. Con i nerazzurri segnò due reti, entrambe in Coppa Italia.
A fine stagione venne ceduto in comproprietà al Verona per 7,5 miliardi di lire, per poi venire riscattato definitivamente per altri 5,1 miliardi di lire nell'annata successiva. Nel suo primo campionato in Veneto segnò quattro gol contro Lazio, Napoli e Bari (doppietta). Nella stagione successiva segnò 12 gol, ma la squadra retrocesse in Serie B.

#### Parma
Tornato in B, il Verona lo cedette al Parma, dove il romeno segnò 18 gol in 31 partite.
Giocò in coppia con Adriano. Il Parma finisce la stagione al quinto posto a pochi punti dal quarto. In Coppa UEFA disputò 3 partite segnando 3 gol.
Dopo un solo anno, il Parma cedette all'offerta del Chelsea di Roman Abramovič.

#### Chelsea
Il 1º agosto 2003 venne acquistato dal Chelsea. Nelle prime 4 partite segnò 3 gol, inclusa una doppietta in trasferta contro il Tottenham, ma progressivamente i gol diminuirono: furono solo 6 a fine stagione in 27 presenze più uno in Champions League contro la Lazio. Con il Chelsea arrivò alla semifinale di UEFA Champions League.
Nel settembre del 2004, dopo appena due presenze alla seconda stagione con la maglia del Chelsea, venne scoperto positivo alla cocaina. Venne quindi licenziato il 29 ottobre dal club londinese e ricevette una squalifica di 7 mesi (fino al 18 maggio 2005) e una multa di £20.000 dalla Football Association.

#### Livorno e Juventus
Dopo l'avventura con il Chelsea, il 12 gennaio 2005 tornò in Serie A firmando per la Juventus. In realtà, con un artificio di mercato che sfruttava alcune lacune normative, non fu inizialmente tesserato dal club torinese bensì dal Livorno, in quanto i bianconeri non potevano mettere sotto contratto un extracomunitario proveniente dall'estero avendo già esaurito i posti a disposizione, e successivamente "ceduto" dai toscani ai piemontesi. Non scese mai in campo in maglia amaranto, mentre debuttò solo all'ultima giornata di campionato con quella juventina a causa della lunga squalifica per doping che doveva scontare. Nella stagione successiva in bianconero riuscì a ritagliarsi qualche spazio. Totalizzò dunque 33 presenze con 7 gol. Alla fine del campionato, in seguito alla retrocessione a tavolino della Juventus in Serie B, Mutu viene ceduto alla Fiorentina il 7 luglio 2006.

#### Fiorentina
Alla Fiorentina Mutu ritrova l'allenatore Cesare Prandelli, che lo aveva allenato anche a Parma. Alla prima stagione realizza 16 gol in campionato, al pari di Luca Toni, e fornisce molti assist: la Fiorentina, partendo con una penalità di 19 punti (poi ridotti a 15) a causa di Calciopoli, riesce a finire la stagione al 5º posto (3º senza penalizzazione). Alla fine della stagione, Mutu risulta essere tra i migliori giocatori del campionato per rendimento.

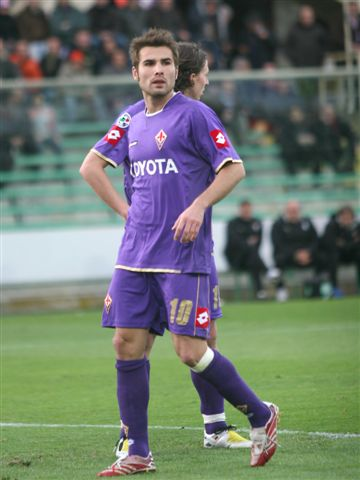
Adrian Mutu nella stagione 2007-2008 con la maglia della.

Nella stagione 2007-2008 realizza 17 gol in campionato (5 su calcio di rigore) e 6 in Coppa UEFA, raggiungendo la semifinale di Coppa UEFA e il quarto posto, occupato dalla Fiorentina con due punti di vantaggio sul Milan. Nell'estate 2008 è stato molto vicino al trasferimento alla Roma ma poi la società viola decise di tenere il giocatore. Il 14 agosto è stato multato dalla FIFA per 13,68 milioni di sterline (17,17 milioni di euro) per aver rotto il contratto con il Chelsea, dopo che è risultato positivo alla cocaina, facendo di questa multa la più alta di tutti i tempi.
Un infortunio subito nel precampionato mentre era in ritiro con la nazionale rumena ne ha rallentato la preparazione, motivo per cui Mutu ha giocato sotto tono le prime partite della stagione 2008-2009. Mentre il problema al gomito era in via di guarigione, verso la metà del mese di ottobre, nuovamente nel ritiro della nazionale, Mutu subisce un versamento al ginocchio che fa temere un possibile intervento chirurgico. Tornato a Firenze, i medici sociali del club viola ne scongiurano l'ipotesi. Altri due infortuni tormentano il primo quarto di stagione. Dopo aver saltato il match con l'Inter, gioca contro il Bayern Monaco, a cui segna un gol, ma è costretto a un nuovo stop di 15 giorni.
È stato nominato miglior giocatore romeno del 2008. Durante la partita Fiorentina-Lecce, si procura nuovamente una lussazione al gomito dopo un violento scontro di gioco. Ritorna in campo contro il Bologna, dove sigla una doppietta raggiungendo il traguardo dei 100 gol complessivi con squadre italiane. Il 15 febbraio 2009, in Genoa-Fiorentina (3-3), segna la sua prima tripletta in carriera. Il 31 luglio 2009 il TAS di Losanna respinge il suo appello. Il 21 ottobre dello stesso anno il tribunale federale elvetico sospende però il pagamento della multa di 17 milioni di euro fino alla fine del 2009.
Nell'inizio della stagione 2009-2010 segna un gol alla prima giornata di campionato a Bologna. Nel doppio confronto di Champions League contro gli ungheresi del Debrecen segna due gol in Ungheria e il gol del vantaggio nella partita di ritorno. Durante la partita di Firenze contro il Debrecen si infortuna al menisco del ginocchio, venendo costretto ad una nuova operazione. Rientra in campo nel 2010 siglando 3 gol in 3 partite contro Siena, Bari e Bologna. Nelle partite di Coppa Italia segna due gol negli ottavi di finale in Fiorentina-Chievo vinta per 3-2, e una successiva doppietta nei quarti di finale, Fiorentina-Lazio (3-2). Anche se la Fiorentina non vince la competizione, Mutu, con 4 gol, sarà capocannoniere della Coppa Italia, a pari merito con Alain Baclet del Lecce e Rachid Arma della SPAL.
Il 10 gennaio 2010, nei campioni di materiale biologico di Mutu prelevati dalla commissione antidoping del C.O.N.I. dopo la partita contro il Bari, viene riscontrata la presenza di metaboliti della sibutramina, uno stimolante che annulla gli effetti della fame. Sospeso subito in via cautelativa, in seguito viene trovato positivo alla stessa sostanza anche nelle analisi effettuate dopo la partita del 20 gennaio contro la Lazio in Coppa Italia, incontro in cui il rumeno aveva realizzato una doppietta. Il 19 aprile 2010 il comitato antidoping nazionale decide una squalifica di 9 mesi, a decorrere dalla sospensione cautelativa; la Procura aveva richiesto un anno.
La squalifica termina il 29 ottobre 2010, 2 giorni prima della partita di campionato Catania-Fiorentina.
Il 7 gennaio 2011 viene messo fuori dalla rosa della squadra viola per aver inadempiuto ai suoi obblighi contrattuali, lasciando l'allenamento in anticipo. Il 3 febbraio dello stesso anno la società comunica che Mutu verrà reintegrato nella rosa a partire dal giorno seguente.
Il 6 marzo 2011, in Fiorentina-Catania (3-0), realizza la sua prima doppietta stagionale, con tanto di esultanza sotto la curva Fiesole, a suggellare la riappacificazione con la tifoseria viola. Il 23 giugno 2011 la Fiorentina comunica la sua cessione a titolo definitivo al Cesena.

#### Cesena
Il 23 giugno 2011 il Cesena comunica di averlo acquistato a titolo definitivo a parametro zero; Mutu firma un biennale con opzione per il terzo anno. Esordisce il 10 settembre nella gara persa in casa con il Napoli per 3-1, mentre segna la sua prima rete in bianconero il 21 dello stesso mese contro la Lazio, non evitando la sconfitta per 2-1. Il 27 novembre segna una doppietta contro il Genoa, battuto per 2-0. Nonostante le otto reti complessive in campionato dell'attaccante romeno, la stagione termina con una retrocessione.

#### Ajaccio
Il 28 agosto 2012 l'Ajaccio ufficializza l'acquisto dell'attaccante, rimasto svincolato dopo la rescissione del contratto con il Cesena a seguito della retrocessione in Serie B.
Segna il suo primo goal nel campionato di Ligue 1 il 28 ottobre 2012 nella sfida in trasferta contro il Lorient finita 4-4.
Successivamente segna nella trasferta di Nancy (1-1), contro lo Stade de Reims (2-0), contro il Rennes (2-4), contro il Valenciennes (1-1), una doppietta rifilata al Lione il 3 febbraio 2013, contro il Tolosa (2-3), una doppietta in casa del Saint-Étienne (4-2), in casa dello Stade de Reims (1-1). Conclude il campionato segnando 11 reti ed inoltre è stato il giocatore che ha colpito più legni, ben 8.

#### Petrolul Ploiești, Pune City e Târgu Mureș
Il 13 gennaio 2014 torna in Romania, dopo 14 anni, firmando un contratto con il Petrolul Ploiești, dopo aver rescisso il contratto con l'Ajaccio. Segna il suo primo gol ufficiale con la maglia del Petrolul il 28 aprile 2014 nella partita casalinga contro il Botosani segnando il 2-0 su calcio di rigore. Nella sfida contro il Viktoria Plzen valida per il 3º turno preliminare di Europa League segna sia all'andata (1-1) e ritorno (1-4) trascinando la sua squadra ai Play-off con un eurogol da quasi 30 metri. Il 26 settembre rescinde il contratto con la squadra rumena per firmare un contratto con la squadra indiana del Pune (affiliata alla Fiorentina) ma alla fine per alcuni motivi burocratici non ha potuto, rimanendo svincolato.
Nel frattempo ritrova il peso forma e si allena con un personal trainer a Bucarest.
L'8 gennaio 2015 giorno del suo 36º compleanno annuncia l'addio al calcio giocato per stare vicino alla madre malata dopo essere stato vicino al club indiano Pune City e ad un vicinissimo clamoroso ritorno alla Fiorentina. Ritorna però sui suoi passi firmando con la squadra indiana.
Dopo un inizio di stagione da spettatore, trova il primo gol con la squadra indiana l'8 novembre 2015 nel match contro il FC Goa (2-2), segnando in extremis la rete che porta al definitivo pareggio con una bella torsione di sinistro, da antologia. Avendo più spazio, il 19 novembre trova il secondo gol su un calcio di punizione nella trasferta persa con il Delhi Dynamos (3-1). Segna anche nelle ultime due partite perse in trasferta dal Pune, il 27 novembre trova il terzo gol contro l'Atlético de Kolkata (4-1), dopo aver superato nell'area avversaria ben 3 giocatori in appena 30 cm di spazio e il 2 dicembre trova il quarto gol contro il NorthEast Utd (3-2). Nella sua esperienza indiana segna quattro gol in nove presenze.
Il 18 gennaio 2016 ritorna in Romania dopo un anno nelle file del Târgu Mureș che milita nella massima serie romena, dove firma un contratto semestrale con l'obiettivo di essere convocato in nazionale agli europei. Dopo aver collezionato solo cinque presenze, il 20 maggio annuncia il ritiro.

### Nazionale
È stato tra gli elementi più rappresentativi della nazionale della Romania, dopo il ritiro di Gheorghe Hagi: il suo esordio avvenne il 29 marzo 2000 in amichevole contro la Grecia. Fu decisivo per la qualificazione della sua Nazionale al campionato d'Europa 2008: nella seconda giornata del gruppo C, segnò una rete all'Italia e si fece parare un calcio di rigore da Gianluigi Buffon.
L'11 agosto 2011, in seguito a una nottata di baldoria e alcol insieme al compagno di squadra Gabriel Tamaș durante il ritiro due giorni prima dell'amichevole contro il San Marino, il CT Victor Pițurcă esclude i due giocatori dalla nazionale. Il 30 settembre, tuttavia, Mutu viene richiamato in nazionale per le sfide di qualificazione agli Europei 2012.
Il 22 marzo 2013 nella sfida contro l'Ungheria (2-2) valida per le Qualificazioni ai mondiali 2014, segna un calcio di rigore ed eguaglia con 35 reti il record di Gheorghe Hagi.
Viene nuovamente escluso dalla nazionale, questa volta definitivamente, il 21 novembre 2013, all'indomani della mancata convocazione per i playoff mondiali contro la Grecia; Mutu, per protesta, posta sul suo profilo Facebook un fotomontaggio che ritrae il selezionatore Pițurcă nelle vesti di Mr. Bean, gesto che né lo stesso CT né la Federazione calcistica romena gradiscono, comunicando al giocatore l'esclusione il giorno successivo.

## Dopo il ritiro

### Dirigente
Il 12 ottobre 2016, è stato nominato presidente della Dinamo Bucarest dal proprietario della squadra, Ionuț Negoiță.
Nel luglio 2025 annuncia una collaborazione tra la sua Academy e il settore giovanile della Fiorentina.

### Allenatore
Dopo aver allenato il Voluntari e le riserve dell’Al-Wahda, nel 2020 diventa selezionatore dell’Under-21 rumena; arriverà terzo nel girone A all’Europeo di categoria nel marzo 2021 dietro a Germania e Olanda non riuscendo a qualificarsi alla fase successiva. Ad aprile dello stesso anno, ottiene la licenza di allenatore UEFA Pro.
Il 28 maggio seguente, viene annunciato come nuovo allenatore del FCU Craiova, club neopromosso nella massima serie rumena.
Viene esonerato a inizio ottobre, avendo collezionato 3 vittorie, 3 pareggi e 6 sconfitte tra campionato e coppa.
Il 2 marzo 2022, viene nominato nuovo allenatore del Rapid Bucarest, club della Liga I, la massima serie del campionato rumeno di calcio, che termina al nono posto; l'anno seguente, invece, arriva quinto mancando la qualificazione alla Conference League per pochi punti.
Ai primi di luglio 2023, viene ingaggiato come nuovo tecnico del Neftçi Baku, militante nella massima serie azera, da cui si separa nel dicembre seguente.
Il 24 gennaio 2024, viene nominato nuovo allenatore del CFR Cluj, in quel momento secondo nella Liga I, sostituendo l'esonerato Andrea Mandorlini. Il 3 aprile seguente lascia l’incarico dopo l’eliminazione dalla coppa nazionale per mano di un club di seconda serie e con il Cluj terzo in campionato.
Tra il dicembre 2024 e il marzo 2025 allena per dieci gare il Petrolul, sempre nella massima serie romena.

## Statistiche

### Presenze e reti nei club
Tra club, Nazionale maggiore e Nazionali giovanili, Mutu ha giocato 627 partite segnando 248 gol, alla media di 0,4 gol a partita.
Statistiche aggiornate all'8 marzo 2016.
| Stagione                 | Squadra                  | Campionato               | Campionato | Campionato | Coppe nazionali | Coppe nazionali | Coppe nazionali | Coppe continentali | Coppe continentali | Coppe continentali | Altre coppe | Altre coppe | Altre coppe | Totale | Totale |
| Stagione                 | Squadra                  | Comp                     | Pres       | Reti       | Comp            | Pres            | Reti            | Comp               | Pres               | Reti               | Comp        | Pres        | Reti        | Pres   | Reti   |
| ------------------------ | ------------------------ | ------------------------ | ---------- | ---------- | --------------- | --------------- | --------------- | ------------------ | ------------------ | ------------------ | ----------- | ----------- | ----------- | ------ | ------ |
| 1996-1997                | Argeș Pitești            | Liga I                   | 5          | 0          | CR              | -               | -               | -                  | -                  | -                  | -           | -           | -           | 5      | 0      |
| 1997-1998                | Argeș Pitești            | Liga I                   | 21         | 4          | CR              | -               | -               | -                  | -                  | -                  | -           | -           | -           | 21     | 4      |
| 1998-1999                | Argeș Pitești            | Liga I                   | 15         | 7          | CR              | -               | -               | CU                 | 6                  | 3                  | -           | -           | -           | 21     | 10     |
| Totale FC Argeș          | Totale FC Argeș          | Totale FC Argeș          | 41         | 11         |                 |                 |                 |                    | 6                  | 3                  |             |             |             | 47     | 14     |
| 1998-1999                | Dinamo Bucarest          | Liga I                   | 15         | 4          | CR              | 2               | 0               | -                  | -                  | -                  | -           | -           | -           | 17     | 4      |
| 1999-gen. 2000           | Dinamo Bucarest          | Liga I                   | 18         | 18         | CR              | 3               | 3               | CU                 | 3                  | 4                  | -           | -           | -           | 24     | 25     |
| Totale Dinamo Bucarest   | Totale Dinamo Bucarest   | Totale Dinamo Bucarest   | 33         | 22         |                 | 5               | 3               |                    | 3                  | 4                  |             | -           | -           | 36     | 26     |
| gen.-giu. 2000           | Inter                    | A                        | 10         | 0          | CI              | 4               | 2               | -                  | -                  | -                  | -           | -           | -           | 14     | 2      |
| 2000-2001                | Verona                   | A                        | 25+1       | 4+0        | CI              | 1               | 1               | -                  | -                  | -                  | -           | -           | -           | 27     | 5      |
| 2001-2002                | Verona                   | A                        | 32         | 12         | CI              | 2               | 0               | -                  | -                  | -                  | -           | -           | -           | 34     | 12     |
| ago. 2002                | Verona                   | B                        | 0          | 0          | CI              | 2               | 0               | -                  | -                  | -                  | -           | -           | -           | 2      | 0      |
| Totale Verona            | Totale Verona            | Totale Verona            | 57+1       | 16         |                 | 5               | 1               |                    | -                  | -                  |             | -           | -           | 63     | 17     |
| 2002-2003                | Parma                    | A                        | 31         | 18         | CI              | 1               | 0               | CU                 | 4                  | 4                  | -           | -           | -           | 36     | 22     |
| 2003-2004                | Chelsea                  | PL                       | 25         | 6          | FACup+CdL       | 3+1             | 3+0             | UCL                | 7                  | 1                  | -           | -           | -           | 36     | 10     |
| ago. 2004                | Chelsea                  | PL                       | 2          | 0          | FACup+CdL       | 0               | 0               | UCL                | -                  | -                  | -           | -           | -           | 2      | 0      |
| Totale Chelsea           | Totale Chelsea           | Totale Chelsea           | 27         | 6          |                 | 4               | 3               |                    | 7                  | 1                  |             |             |             | 38     | 10     |
| gen.-giu. 2005           | Juventus                 | A                        | 1          | 0          | CI              | -               | -               | UCL                | -                  | -                  | SI          | -           | -           | 1      | 0      |
| 2005-2006                | Juventus                 | A                        | 32         | 7          | CI              | 4               | 3               | UCL                | 8                  | 1                  | SI          | 1           | 0           | 45     | 11     |
| Totale Juventus          | Totale Juventus          | Totale Juventus          | 33         | 7          |                 | 4               | 3               |                    | 8                  | 1                  |             | 1           | 0           | 46     | 11     |
| 2006-2007                | Fiorentina               | A                        | 33         | 16         | CI              | 2               | 0               | -                  | -                  | -                  | -           | -           | -           | 35     | 16     |
| 2007-2008                | Fiorentina               | A                        | 29         | 17         | CI              | 1               | 0               | CU                 | 10                 | 6                  | -           | -           | -           | 40     | 23     |
| 2008-2009                | Fiorentina               | A                        | 19         | 13         | CI              | 1               | 0               | UCL+CU             | 7+2                | 2+0                | -           | -           | -           | 29     | 15     |
| 2009-2010                | Fiorentina               | A                        | 11         | 4          | CI              | 2               | 4               | UCL                | 6                  | 3                  | -           | -           | -           | 19     | 11     |
| 2010-2011                | Fiorentina               | A                        | 20         | 4          | CI              | 0               | 0               |                    | -                  | -                  | -           | -           | -           | 20     | 4      |
| Totale Fiorentina        | Totale Fiorentina        | Totale Fiorentina        | 112        | 54         |                 | 6               | 4               |                    | 25                 | 11                 |             | -           | -           | 143    | 69     |
| 2011-2012                | Cesena                   | A                        | 28         | 8          | CI              | 1               | 0               | -                  | -                  | -                  | -           | -           | -           | 29     | 8      |
| 2012-2013                | Ajaccio                  | L1                       | 28         | 11         | CF+CdL          | 0               | 0               | -                  | -                  | -                  | -           | -           | -           | 28     | 11     |
| 2013-gen. 2014           | Ajaccio                  | L1                       | 9          | 0          | CF+CdL          | 0               | 0               | -                  | -                  | -                  | -           | -           | -           | 9      | 0      |
| Totale Ajaccio           | Totale Ajaccio           | Totale Ajaccio           | 37         | 11         |                 | 0               | 0               |                    | -                  | -                  |             | -           | -           | 37     | 11     |
| gen.-giu. 2014           | Petrolul Ploiești        | Liga I                   | 8          | 2          | CR              | -               | -               | UEL                | -                  | -                  | -           | -           | -           | 8      | 2      |
| lug.-set. 2014           | Petrolul Ploiești        | Liga I                   | 6          | 2          | CR+CdL          | 0+1             | 0               | UEL                | 6                  | 2                  | -           | -           | -           | 13     | 4      |
| Totale Petrolul Ploiești | Totale Petrolul Ploiești | Totale Petrolul Ploiești | 14         | 4          |                 | 1               | 0               |                    | 6                  | 2                  |             | -           | -           | 21     | 6      |
| 2015                     | Pune City                | ISL                      | 10         | 4          | -               | -               | -               | -                  | -                  | -                  | -           | -           | -           | 10     | 4      |
| gen.-giu. 2016           | Târgu Mureș              | Liga I                   | 2+1        | 0+0        | CR+CdL          | 1+0             | 0               | -                  | -                  | -                  | -           | -           | -           | 4      | 0      |
| Totale carriera          | Totale carriera          | Totale carriera          | 429+2      | 157        |                 | 32              | 16              |                    | 59                 | 26                 |             | 1           | 0           | 522    | 199    |

### Cronologia presenze e reti in nazionale
| Cronologia completa delle presenze e delle reti in nazionale ― Romania | Cronologia completa delle presenze e delle reti in nazionale ― Romania | Cronologia completa delle presenze e delle reti in nazionale ― Romania | Cronologia completa delle presenze e delle reti in nazionale ― Romania | Cronologia completa delle presenze e delle reti in nazionale ― Romania | Cronologia completa delle presenze e delle reti in nazionale ― Romania | Cronologia completa delle presenze e delle reti in nazionale ― Romania | Cronologia completa delle presenze e delle reti in nazionale ― Romania |
| Data                                                                   | Città                                                                  | In casa                                                                | Risultato                                                              | Ospiti                                                                 | Competizione                                                           | Reti                                                                   | Note                                                                   |
| ---------------------------------------------------------------------- | ---------------------------------------------------------------------- | ---------------------------------------------------------------------- | ---------------------------------------------------------------------- | ---------------------------------------------------------------------- | ---------------------------------------------------------------------- | ---------------------------------------------------------------------- | ---------------------------------------------------------------------- |
| 29-3-2000                                                              | Atene                                                                  | Grecia                                                                 | 2 – 0                                                                  | Romania                                                                | Amichevole                                                             | -                                                                      | 65’                                                                    |
| 26-4-2000                                                              | Costanza                                                               | Romania                                                                | 2 – 0                                                                  | Cipro                                                                  | Amichevole                                                             | 1                                                                      |                                                                        |
| 27-5-2000                                                              | Amsterdam                                                              | Paesi Bassi                                                            | 2 – 1                                                                  | Romania                                                                | Amichevole                                                             | -                                                                      |                                                                        |
| 3-6-2000                                                               | Bucarest                                                               | Romania                                                                | 2 – 1                                                                  | Grecia                                                                 | Amichevole                                                             | -                                                                      | 65’                                                                    |
| 12-6-2000                                                              | Liegi                                                                  | Germania                                                               | 1 – 1                                                                  | Romania                                                                | Euro 2000 - 1º Turno                                                   | -                                                                      | 73’                                                                    |
| 20-6-2000                                                              | Charleroi                                                              | Inghilterra                                                            | 2 – 3                                                                  | Romania                                                                | Euro 2000 - 1º Turno                                                   | -                                                                      |                                                                        |
| 24-6-2000                                                              | Bruxelles                                                              | Italia                                                                 | 2 – 0                                                                  | Romania                                                                | Euro 2000 - Quarti di finale                                           | -                                                                      |                                                                        |
| 16-8-2000                                                              | Bucarest                                                               | Romania                                                                | 1 – 1                                                                  | Polonia                                                                | Amichevole                                                             | -                                                                      | 79’                                                                    |
| 3-9-2000                                                               | Bucarest                                                               | Romania                                                                | 1 – 0                                                                  | Lituania                                                               | Qual. Mondiali 2002                                                    | -                                                                      | 53’                                                                    |
| 7-10-2000                                                              | Milano                                                                 | Italia                                                                 | 3 – 0                                                                  | Romania                                                                | Qual. Mondiali 2002                                                    | -                                                                      | 56’                                                                    |
| 15-11-2000                                                             | Bucarest                                                               | Romania                                                                | 2 – 1                                                                  | Jugoslavia                                                             | Amichevole                                                             | -                                                                      | 54’                                                                    |
| 6-6-2001                                                               | Kaunas                                                                 | Lituania                                                               | 1 – 2                                                                  | Romania                                                                | Qual. Mondiali 2002                                                    | -                                                                      | 63’                                                                    |
| 15-8-2001                                                              | Lubiana                                                                | Slovenia                                                               | 2 – 2                                                                  | Romania                                                                | Amichevole                                                             | -                                                                      | 70’                                                                    |
| 5-9-2001                                                               | Budapest                                                               | Ungheria                                                               | 0 – 2                                                                  | Romania                                                                | Qual. Mondiali 2002                                                    | -                                                                      |                                                                        |
| 6-10-2001                                                              | Bucarest                                                               | Romania                                                                | 1 – 1                                                                  | Georgia                                                                | Qual. Mondiali 2002                                                    | -                                                                      | 46’                                                                    |
| 10-11-2001                                                             | Lubiana                                                                | Slovenia                                                               | 2 – 1                                                                  | Romania                                                                | Qual. Mondiali 2002                                                    | -                                                                      | 55’                                                                    |
| 14-11-2001                                                             | Bucarest                                                               | Romania                                                                | 1 – 1                                                                  | Slovenia                                                               | Qual. Mondiali 2002                                                    | -                                                                      | 59’                                                                    |
| 13-2-2002                                                              | Saint-Denis                                                            | Francia                                                                | 2 – 1                                                                  | Romania                                                                | Amichevole                                                             | -                                                                      | 76’                                                                    |
| 27-3-2002                                                              | Costanza                                                               | Romania                                                                | 4 – 1                                                                  | Ucraina                                                                | Amichevole                                                             | -                                                                      | 66’                                                                    |
| 17-4-2002                                                              | Bydgoszcz                                                              | Polonia                                                                | 1 – 2                                                                  | Romania                                                                | Amichevole                                                             | 1                                                                      | 86’                                                                    |
| 21-8-2002                                                              | Costanza                                                               | Romania                                                                | 0 – 1                                                                  | Grecia                                                                 | Amichevole                                                             | -                                                                      | 26’                                                                    |
| 7-9-2002                                                               | Sarajevo                                                               | Bosnia ed Erzegovina                                                   | 0 – 3                                                                  | Romania                                                                | Qual. Euro 2004                                                        | -                                                                      |                                                                        |
| 12-10-2002                                                             | Bucarest                                                               | Romania                                                                | 0 – 1                                                                  | Norvegia                                                               | Qual. Euro 2004                                                        | -                                                                      |                                                                        |
| 12-2-2003                                                              | Larnaca                                                                | Romania                                                                | 2 – 1                                                                  | Slovacchia                                                             | Torneo di Cipro 2003 - Semifinale                                      | -                                                                      | cap. 92’                                                               |
| 29-3-2003                                                              | Bucarest                                                               | Romania                                                                | 2 – 5                                                                  | Danimarca                                                              | Qual. Euro 2004                                                        | 1                                                                      | 50’                                                                    |
| 30-4-2003                                                              | Kaunas                                                                 | Lituania                                                               | 0 – 1                                                                  | Romania                                                                | Qual. Euro 2004                                                        | -                                                                      | 76’                                                                    |
| 7-6-2003                                                               | Craiova                                                                | Romania                                                                | 2 – 0                                                                  | Bosnia ed Erzegovina                                                   | Qual. Euro 2004                                                        | 1                                                                      | 86’                                                                    |
| 11-6-2003                                                              | Oslo                                                                   | Norvegia                                                               | 1 – 1                                                                  | Romania                                                                | Qual. Euro 2004                                                        | -                                                                      |                                                                        |
| 20-8-2003                                                              | Donec'k                                                                | Ucraina                                                                | 0 – 2                                                                  | Romania                                                                | Amichevole                                                             | 2                                                                      | 52’ 83’                                                                |
| 6-9-2003                                                               | Ploiești                                                               | Romania                                                                | 4 – 0                                                                  | Lussemburgo                                                            | Qual. Euro 2004                                                        | 1                                                                      |                                                                        |
| 10-9-2003                                                              | Copenaghen                                                             | Danimarca                                                              | 2 – 2                                                                  | Romania                                                                | Qual. Euro 2004                                                        | 1                                                                      | 81’ 92’                                                                |
| 11-10-2003                                                             | Bucarest                                                               | Romania                                                                | 1 – 1                                                                  | Giappone                                                               | Amichevole                                                             | 1                                                                      | 16’                                                                    |
| 16-11-2003                                                             | Ancona                                                                 | Italia                                                                 | 1 – 0                                                                  | Romania                                                                | Amichevole                                                             | -                                                                      | cap.                                                                   |
| 18-2-2004                                                              | Larnaca                                                                | Romania                                                                | 3 – 0                                                                  | Georgia                                                                | Torneo di Cipro 2004 - Quarti di finale                                | 2                                                                      | cap.                                                                   |
| 31-3-2004                                                              | Glasgow                                                                | Scozia                                                                 | 1 – 2                                                                  | Romania                                                                | Amichevole                                                             | -                                                                      |                                                                        |
| 18-8-2004                                                              | Bucarest                                                               | Romania                                                                | 2 – 1                                                                  | Finlandia                                                              | Qual. Mondiali 2006                                                    | 1                                                                      | cap. 65’                                                               |
| 4-9-2004                                                               | Craiova                                                                | Romania                                                                | 2 – 1                                                                  | Macedonia                                                              | Qual. Mondiali 2006                                                    | 1                                                                      | cap. 20’                                                               |
| 9-10-2004                                                              | Praga                                                                  | Rep. Ceca                                                              | 1 – 0                                                                  | Romania                                                                | Qual. Mondiali 2006                                                    | -                                                                      | cap. 92’                                                               |
| 4-6-2005                                                               | Rotterdam                                                              | Paesi Bassi                                                            | 2 – 0                                                                  | Romania                                                                | Qual. Mondiali 2006                                                    | -                                                                      | 49’ 85’                                                                |
| 17-8-2005                                                              | Costanza                                                               | Romania                                                                | 2 – 0                                                                  | Andorra                                                                | Qual. Mondiali 2006                                                    | 2                                                                      |                                                                        |
| 3-9-2005                                                               | Costanza                                                               | Romania                                                                | 2 – 0                                                                  | Rep. Ceca                                                              | Qual. Mondiali 2006                                                    | 2                                                                      | 88’                                                                    |
| 8-10-2005                                                              | Helsinki                                                               | Finlandia                                                              | 0 – 1                                                                  | Romania                                                                | Qual. Mondiali 2006                                                    | 1                                                                      | cap. 61’ 82’                                                           |
| 12-11-2005                                                             | Le Mans                                                                | Romania                                                                | 1 – 2                                                                  | Costa d'Avorio                                                         | Amichevole                                                             | -                                                                      | cap.                                                                   |
| 24-5-2006                                                              | Los Angeles                                                            | Uruguay                                                                | 2 – 0                                                                  | Romania                                                                | Amichevole                                                             | -                                                                      | cap.                                                                   |
| 26-5-2006                                                              | Chicago                                                                | Romania                                                                | 2 – 0                                                                  | Irlanda del Nord                                                       | Amichevole                                                             | -                                                                      | 46’                                                                    |
| 16-8-2006                                                              | Costanza                                                               | Romania                                                                | 2 – 0                                                                  | Cipro                                                                  | Amichevole                                                             | 1                                                                      | 46’                                                                    |
| 2-9-2006                                                               | Costanza                                                               | Romania                                                                | 2 – 2                                                                  | Bulgaria                                                               | Qual. Euro 2008                                                        | -                                                                      |                                                                        |
| 6-9-2006                                                               | Tirana                                                                 | Albania                                                                | 0 – 2                                                                  | Romania                                                                | Qual. Euro 2008                                                        | 1                                                                      | 85’                                                                    |
| 7-10-2006                                                              | Bucarest                                                               | Romania                                                                | 3 – 1                                                                  | Bielorussia                                                            | Qual. Euro 2008                                                        | 1                                                                      | 72’                                                                    |
| 7-2-2007                                                               | Bucarest                                                               | Romania                                                                | 2 – 0                                                                  | Moldavia                                                               | Amichevole                                                             | 1                                                                      | cap.                                                                   |
| 24-3-2007                                                              | Rotterdam                                                              | Paesi Bassi                                                            | 0 – 0                                                                  | Romania                                                                | Qual. Euro 2008                                                        | -                                                                      | cap.                                                                   |
| 28-3-2007                                                              | Piatra Neamț                                                           | Romania                                                                | 3 – 0                                                                  | Lussemburgo                                                            | Qual. Euro 2008                                                        | 1                                                                      | cap.                                                                   |
| 2-6-2007                                                               | Celje                                                                  | Slovenia                                                               | 1 – 2                                                                  | Romania                                                                | Qual. Euro 2008                                                        | -                                                                      | 38’                                                                    |
| 6-6-2007                                                               | Timișoara                                                              | Romania                                                                | 2 – 0                                                                  | Slovenia                                                               | Qual. Euro 2008                                                        | 1                                                                      |                                                                        |
| 22-8-2007                                                              | Bucarest                                                               | Romania                                                                | 2 – 0                                                                  | Turchia                                                                | Amichevole                                                             | 1                                                                      |                                                                        |
| 8-9-2007                                                               | Minsk                                                                  | Bielorussia                                                            | 1 – 3                                                                  | Romania                                                                | Qual. Euro 2008                                                        | 2                                                                      |                                                                        |
| 12-9-2007                                                              | Colonia                                                                | Germania                                                               | 3 – 1                                                                  | Romania                                                                | Amichevole                                                             | -                                                                      |                                                                        |
| 13-10-2007                                                             | Costanza                                                               | Romania                                                                | 1 – 0                                                                  | Paesi Bassi                                                            | Qual. Euro 2008                                                        | -                                                                      | 86’                                                                    |
| 6-2-2008                                                               | Tel Aviv                                                               | Israele                                                                | 1 – 0                                                                  | Romania                                                                | Amichevole                                                             | -                                                                      |                                                                        |
| 26-3-2008                                                              | Bucarest                                                               | Romania                                                                | 3 – 0                                                                  | Russia                                                                 | Amichevole                                                             | -                                                                      | 46’                                                                    |
| 31-5-2008                                                              | Bucarest                                                               | Romania                                                                | 4 – 0                                                                  | Montenegro                                                             | Amichevole                                                             | 1                                                                      | 46’                                                                    |
| 9-6-2008                                                               | Zurigo                                                                 | Romania                                                                | 0 – 0                                                                  | Francia                                                                | Euro 2008 - 1º Turno                                                   | -                                                                      | 78’                                                                    |
| 13-6-2008                                                              | Zurigo                                                                 | Italia                                                                 | 1 – 1                                                                  | Romania                                                                | Euro 2008 - 1º Turno                                                   | 1                                                                      | 43’ 88’                                                                |
| 17-6-2008                                                              | Berna                                                                  | Paesi Bassi                                                            | 2 – 0                                                                  | Romania                                                                | Euro 2008 - 1º Turno                                                   | -                                                                      |                                                                        |
| 11-10-2008                                                             | Costanza                                                               | Romania                                                                | 2 – 2                                                                  | Francia                                                                | Qual. Mondiali 2010                                                    | -                                                                      | 75’                                                                    |
| 28-3-2009                                                              | Costanza                                                               | Romania                                                                | 2 – 3                                                                  | Serbia                                                                 | Qual. Mondiali 2010                                                    | -                                                                      | cap. 39’                                                               |
| 10-10-2009                                                             | Belgrado                                                               | Serbia                                                                 | 5 – 0                                                                  | Romania                                                                | Qual. Mondiali 2010                                                    | -                                                                      | 32’ 75’                                                                |
| 26-3-2011                                                              | Zenica                                                                 | Bosnia ed Erzegovina                                                   | 2 – 1                                                                  | Romania                                                                | Qual. Euro 2012                                                        | -                                                                      |                                                                        |
| 29-3-2011                                                              | Piatra Neamț                                                           | Romania                                                                | 3 – 1                                                                  | Lussemburgo                                                            | Qual. Euro 2012                                                        | 2                                                                      | 84’                                                                    |
| 3-6-2011                                                               | Bucarest                                                               | Romania                                                                | 3 – 0                                                                  | Bosnia ed Erzegovina                                                   | Qual. Euro 2012                                                        | 1                                                                      | cap. 83’                                                               |
| 7-10-2011                                                              | Bucarest                                                               | Romania                                                                | 2 – 2                                                                  | Bielorussia                                                            | Qual. Euro 2012                                                        | 2                                                                      |                                                                        |
| 11-10-2011                                                             | Tirana                                                                 | Albania                                                                | 1 – 1                                                                  | Romania                                                                | Qual. Euro 2012                                                        | -                                                                      | cap.                                                                   |
| 29-2-2012                                                              | Bucarest                                                               | Romania                                                                | 1 – 1                                                                  | Uruguay                                                                | Amichevole                                                             | -                                                                      | cap. 73’                                                               |
| 12-10-2012                                                             | Istanbul                                                               | Turchia                                                                | 0 – 1                                                                  | Romania                                                                | Qual. Mondiali 2014                                                    | -                                                                      | 82’                                                                    |
| 16-10-2012                                                             | Bucarest                                                               | Romania                                                                | 1 – 4                                                                  | Paesi Bassi                                                            | Qual. Mondiali 2014                                                    | -                                                                      | 75’                                                                    |
| 22-3-2013                                                              | Budapest                                                               | Ungheria                                                               | 2 – 2                                                                  | Romania                                                                | Qual. Mondiali 2014                                                    | 1                                                                      | cap. 74’                                                               |
| 26-3-2013                                                              | Amsterdam                                                              | Paesi Bassi                                                            | 4 – 0                                                                  | Romania                                                                | Qual. Mondiali 2014                                                    | -                                                                      | 67’                                                                    |
| Totale                                                                 |                                                                        | Presenze                                                               | 77                                                                     |                                                                        | Reti (1º posto)                                                        | 35                                                                     |                                                                        |

### Statistiche da allenatore

#### Club
Statistiche aggiornate al 17 marzo 2025. In grassetto le competizioni vinte.
| Stagione              | Squadra               | Campionato            | Campionato | Campionato | Campionato | Campionato | Coppe nazionali | Coppe nazionali | Coppe nazionali | Coppe nazionali | Coppe nazionali | Coppe continentali | Coppe continentali | Coppe continentali | Coppe continentali | Coppe continentali | Altre coppe | Altre coppe | Altre coppe | Altre coppe | Altre coppe | Totale | Totale | Totale | Totale | % Vittorie | Piazz.        |
| Stagione              | Squadra               | Comp                  | G          | V          | N          | P          | Comp            | G               | V               | N               | P               | Comp               | G                  | V                  | N                  | P                  | Comp        | G           | V           | N           | P           | G      | V      | N      | P      | %          | Piazz.        |
| --------------------- | --------------------- | --------------------- | ---------- | ---------- | ---------- | ---------- | --------------- | --------------- | --------------- | --------------- | --------------- | ------------------ | ------------------ | ------------------ | ------------------ | ------------------ | ----------- | ----------- | ----------- | ----------- | ----------- | ------ | ------ | ------ | ------ | ---------- | ------------- |
| apr.-giu. 2018        | Voluntari             | Liga I                | 9+2        | 2+2        | 3+0        | 4+0        | CR              | 0               | 0               | 0               | 0               | -                  | -                  | -                  | -                  | -                  | -           | -           | -           | -           | -           | 11     | 4      | 3      | 4      | 36,36      | Sub., 4°      |
| lug.-ott. 2021        | FCU Craiova           | Liga I                | 11         | 2          | 3          | 6          | CR              | 1               | 1               | 0               | 0               | -                  | -                  | -                  | -                  | -                  | -           | -           | -           | -           | -           | 12     | 3      | 3      | 6      | 25,00      | Eson.         |
| mar.-lug. 2022        | Rapid Bucarest        | Liga I                | 1+9        | 1+6        | 0+1        | 0+2        | CR              | -               | -               | -               | -               | -                  | -                  | -                  | -                  | -                  | -           | -           | -           | -           | -           | 10     | 7      | 1      | 2      | 70,00      | Sub., 9°      |
| 2022-2023             | Rapid Bucarest        | Liga I                | 30+10      | 15+3       | 7+3        | 8+4        | CR              | 4               | 2               | 1               | 1               | -                  | -                  | -                  | -                  | -                  | -           | -           | -           | -           | -           | 44     | 20     | 11     | 13     | 45,45      | 5°            |
| Totale Rapid Bucarest | Totale Rapid Bucarest | Totale Rapid Bucarest | 50         | 25         | 11         | 14         |                 | 4               | 2               | 1               | 1               |                    | -                  | -                  | -                  | -                  |             |             |             |             |             | 54     | 27     | 12     | 15     | 50,00      |               |
| lug.-dic. 2023        | Neftçi Baku           | PL                    | 18         | 8          | 4          | 6          | CA              | 1               | 1               | 0               | 0               | UECL               | 4                  | 1                  | 1                  | 2                  | -           | -           | -           | -           | -           | 23     | 10     | 5      | 8      | 43,48      | Resc. cons.   |
| gen.-apr. 2024        | CFR Cluj              | Liga I                | 8+2        | 5+0        | 2+1        | 1+1        | CR              | 1               | 0               | 0               | 1               | -                  | -                  | -                  | -                  | -                  | -           | -           | -           | -           | -           | 11     | 5      | 3      | 3      | 45,45      | Sub., Dimiss. |
| gen.-mar. 2025        | Petrolul Ploiești     | Liga I                | 9+1        | 2+0        | 3+0        | 4+1        | CR              | 1               | 1               | 0               | 0               | -                  | -                  | -                  | -                  | -                  | -           | -           | -           | -           | -           | 11     | 3      | 3      | 5      | 27,27      | Sub., Eson.   |
| Totale carriera       | Totale carriera       | Totale carriera       | 110        | 46         | 27         | 37         |                 | 8               | 5               | 1               | 2               |                    | 4                  | 1                  | 1                  | 2                  |             |             |             |             |             | 122    | 52     | 29     | 41     | 42,62      |               |

#### Nazionale rumena Under-21
Statistiche aggiornate al 27 marzo 2021.
| 2020                | Romania U-21        | Qual. Euro U-21 2021 | Subentrato, 2º nel Gruppo 8, qualificato | 5 | 3 | 1 | 1 | 60,00 | 11 | 4 | +7 |
| mar. 2021           | Romania U-21        | Euro U-21 2021       | 3º nel Girone A                          | 3 | 1 | 2 | 0 | 33,33 | 3  | 2 | +1 |
| Dal 2020 al 2021    | Romania U-21        | Amichevoli           |                                          | 0 | 0 | 0 | 0 | —     | 0  | 0 | 0  |
| Totale Romania U-21 | Totale Romania U-21 | Totale Romania U-21  | Totale Romania U-21                      | 8 | 4 | 3 | 1 | 50,00 | 14 | 6 | +8 |

## Palmarès

### Giocatore

#### Club
- Campionato rumeno: 1

Dinamo Bucarest: 1999-2000
- Campionato italiano: 1 (revocato)

Juventus: 2004-2005

#### Individuale
- Calciatore rumeno dell'anno: 4

2003, 2005, 2007, 2008
- Guerin d'oro: 1

2007
- Capocannoniere della Coppa Italia: 1

2009-2010 (4 gol, a pari merito con Alain Baclet e Rachid Arma)